# Adler György
Adler György (Mosonszentjános, 1789. április 20. – Buda, 1862. március 29.) a reformkor sokdalú muzsikusa, zeneszerző, Erkel Ferenc apósa, Adler Vince zongoraművész apja.

## Élete
Egyes források szerint Haydn tanítványa volt, de ezt valószínűleg csak ő terjesztette magáról. Játszott zongorán, hegedűn, orgonán.
1800-tól a győri székesegyház hangszerese és basszistája volt. 1811-ben feleségül vette Krancsevics Franciskát. Tőle született Anna, majd 1820. április 6-án Adelheid[e] (Anna) nevű leánya (†Gyula, 1899. március 4.) 1821-ben Vince fia, a nagyhírű zongoravirtuóz..
Adlerék 1827-ben költöztek Budára, ahol az Úri utcai Czigler-házban laktak. Valószínűleg már ekkor elkezdett játszani a Mátyás-templom zenekarában, melynek 1838-ban, az előző zeneigazgató halálakor egyházkarnagya lett, s maradt is saját haláláig. Közben alapító tag lett Táborszky Mihály vonósnégyesében, mely később a Nemzeti Casino vonósnégyeseként működött tovább.

### Adél és Erkel Ferenc
Adlerék albérlője volt Erkel Nepomuk János (a családban „Muki”, 1812–73), Ferenc jogásszá lett testvére, aki magas lázzal járó betegségében házasságot ígért az őt ápoló Adélnak, amit meggyógyulván már visszavont. Ez után vette nőül – becsületből – Erkel Ferenc a leányt, 1839. augusztus 29-én. A pár eleinte az Úri utcai házban lakott, majd Pestre, a Magyar utca 1-be költözött, ami közel volt a Nemzeti Színházhoz.
Adél 1842 és 1858 között kilenc gyermeket szült: 
- 1841 Gyula
- 1842 Elek
- 1844 László
- 1846 Sándor
- 1848 Mária Anna (és ikertestvére Imre Károly, aki újszülött korában meghalt)
- 1850 Lajos
- 1853 Ilona Antónia (Ilka) (†1869)
- 1855 Oszkár Ferenc (†1856)
- 1856 Ferenc Pál  (†1863)
- 1858 István

1860-ban a házaspár valószínűleg anyagi okok miatt elvált, s Adélt László és Ferenc nevű fiával immár volt férje Gyulára küldte Rezső (Rudolf, 1819–1907) nevű orvos testvéréhez. Adler Adél megbecsült zongoratanár és - virtuóz lett a környéken. A később Bartókot tanító László fia is az ő tanítványa.

## Művei

### Világi művek
- Variationen über ein ungarisches Thema – vonósnégyesre, 1820
- Hegedű–zongora-szonáta
- Grande Polonaise – vonósnégyesre
- La Chasse – zongoravariációk
- Zongoravariációk – 1824
- Négy dal
- Hat dal – négy férfihangra

### Egyházi művek
- Libera me, Domine. Op. 11 – 1827
- Cantate ... Johann von Sztákovics, Domherr zu Raab ... zur hohen Namensfest gewidmet – 1822 után, a győri biza bazilika püspökének névnapjára
- Offertóriumok a győri időből
- Per signum crucis
- Veni sancte – két szerzemény már Budán
- Quattuor stationis pro festa SS Corporis Christi
- Messe zur heiligen Anna – Szt. Anna-mise, 1834.